# Norra Västerselet
Norra Västerselet är en mindre jordbruksby längs Vindelälven i Vännäs kommun.